# Habřina
Habřina (deutsch Habrina, 1939–1945 Hainbuchen) ist eine Gemeinde in Tschechien. Sie liegt sieben Kilometer südwestlich von Jaroměř und gehört zum Okres Hradec Králové.

## Geographie

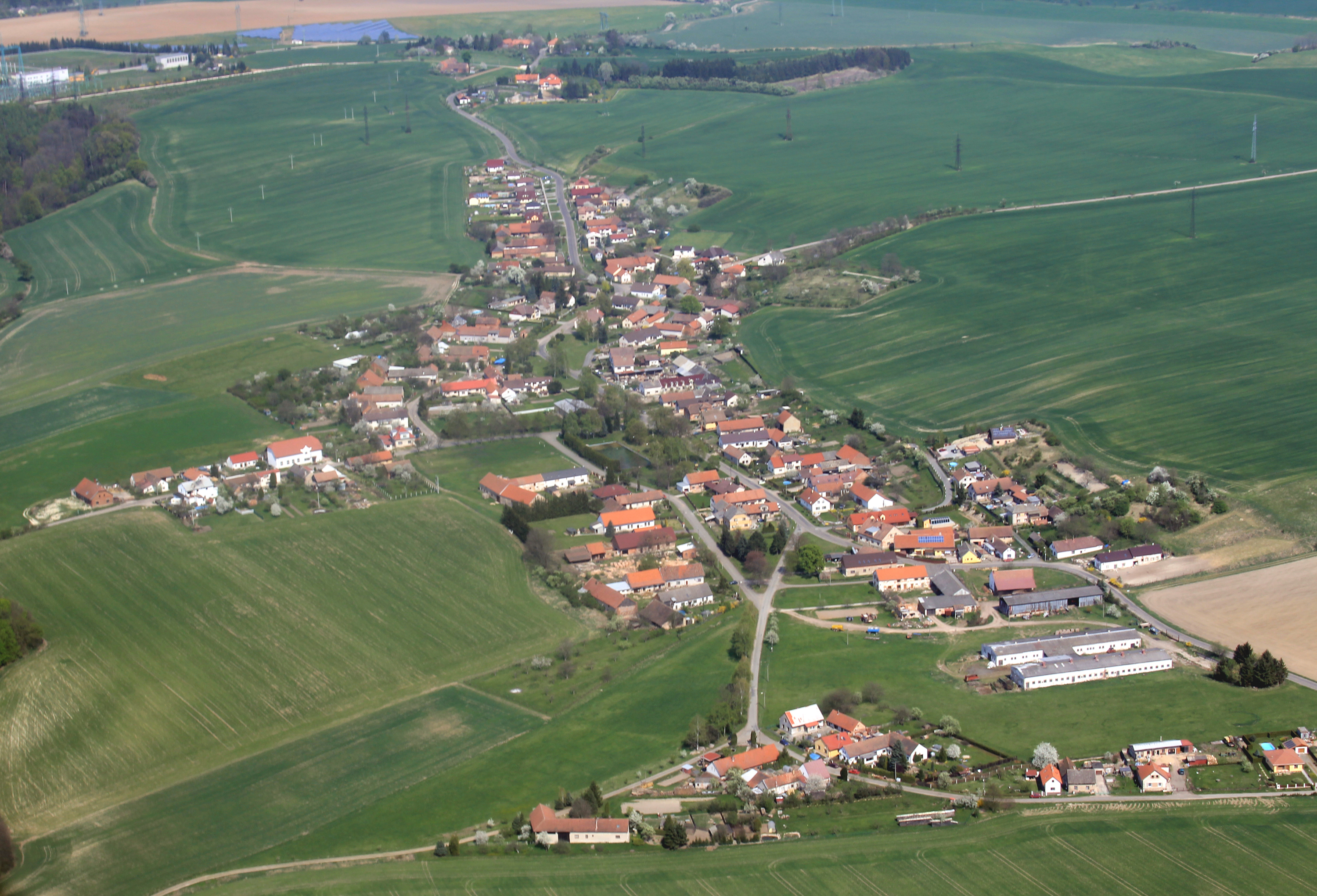
Luftbild

Habřina befindet sich auf dem Hochland Velichovská tabule rechtselbisch zwischen den Bächen Jordán und Hustířanka auf einer Anhöhe. Nördlich erhebt sich der Hügel Vražba (319 m). Nordöstlich liegt ein größeres Umspannwerk. Im Osten liegt die Kuppe Prašivka (301 m). Östlich führt die Trasse der Staatsstraße 13/E 67 von Hradec Králové nach Jaroměř vorbei; dort befindet sich auch die vorgesehene Streckenführung für die Fortführung der Autobahn D 11.
Nachbarorte sind Hustířany und Velichovky im Norden, Neznášov und Semonice im Nordosten, Černožice im Osten, Holohlavy im Südosten, Rodov im Süden, Račice nad Trotinou im Südwesten, Frantov, Vrchovnice und Žíželeves im Westen sowie Lužany und Lhota im Nordwesten.

## Geschichte
Am 8. Oktober 1110 begann am Hügel Chloumek über dem Elbtal eine zweitägige blutige Schlacht zwischen dem Heer Vladislavs I. und dem seines Bruders Soběslav I. statt. Letzterer war von seinem Bruder nach Polen vertrieben worden und kehrte mit Unterstützung polnischer Truppen nach Böhmen zurück, um seine Brüder zu stürzen. Diese Schlacht ist aus den Chroniken des Cosmas von Prag und Martin Gallus überliefert.
Habřina wurde im Jahre 1357 erstmals urkundlich erwähnt.
Nach der Aufhebung der Patrimonialherrschaften bildete Habřina ab 1850 eine Gemeinde im Bezirk Königinhof. Zwischen 1949 und 1960 gehörte das Dorf zum Okres Jaroměř und kam am 1. Jänner 1961 nach dessen Auflösung zum Okres Hradec Králové. Seit dem 13. Mai 2008 führt die Gemeinde Habřina ein Wappen.

## Gemeindegliederung
Für die Gemeinde Habřina sind keine Ortsteile ausgewiesen.

## Sehenswürdigkeiten
- Reste der Feste Vražba, archäologische Fundstätte, nördlich des Dorfes. Die in der zweiten Hälfte des 13. Jahrhunderts errichtete Feste wurde in der Zeit zwischen der brandenburgischen Invasion von 1278 und dem Aussterben der Přemysliden im Jahre 1306 zerstört. Sie war Sitz der Herren von Neznášov, die nach der Zerstörung der Feste einen Kilometer nördlich die Burg Rothenberg errichteten.
- Reste der Burg Rotemberk (Rothenberg), nördlich des Ortes
- Kirche des hl. Wenzel auf dem Chloumek, östlich des Dorfes, zum Gedenken an die Schlacht vom 8. Oktober 1110
- alter Steg über die Hustiřanka